# RocknRolla
RocknRolla - film polițist thriller din 2009. Este regizat și scris de Guy Ritchie. Cu actorii Gerard Butler, Tom Wilkinson, Thandie Newton, Mark Strong, Idris Elba, Tom Hardy, Gemma Arterton și Toby Kebbell.

### Distribuție
- Gerard Butler: One-Two
- Mark Strong: Archy
- Tom Wilkinson: Lenny Cole
- Toby Kebbell: Johnny Quid
- Tom Hardy: Handsome Bob
- Idris Elba: Mumbles
- Karel Roden: Uri Omovich
- Ludacris: Mickey